# Monica Dolan

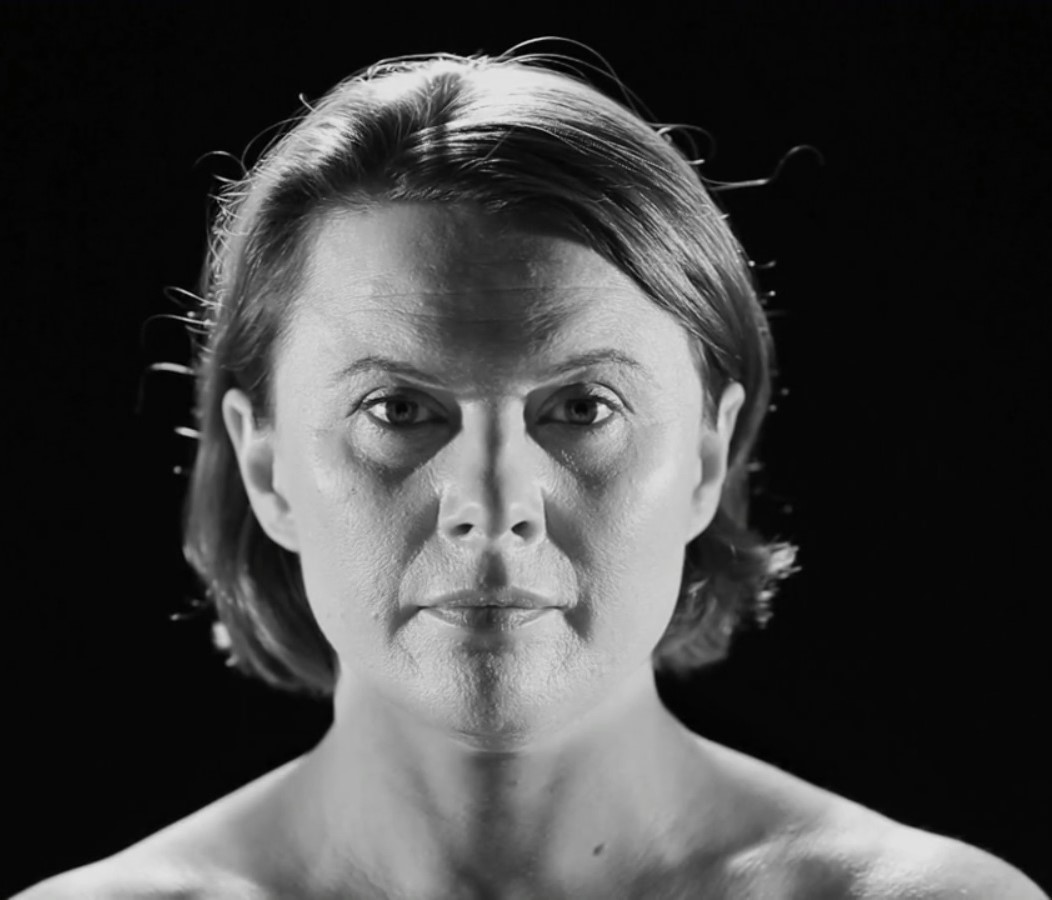
Monica Dolan, 2012

Monica Dolan (* 15. März 1969 in Middlesbrough) ist eine britische Schauspielerin.

## Leben
Monica Dolan wurde an der Guildhall School of Music and Drama in London ausgebildet. Seit Anfang der 1990er Jahre ist sie als Film- und Theater-Schauspielerin tätig. Sie spielte in zahlreichen Nebenrollen mit.
2012 wurde sie mit einem BAFTA Award für ihre Darstellung der Serienmörderin Rosemary West in der Miniserie Die Vertraute des Mörders (Appropriate Adult) ausgezeichnet.
Für ihre Darstellung der „Karen Richards“ im Theaterstück All About Eve wurde sie mit einem Laurence Olivier Award geehrt.

## Filmografie (Auswahl)
- 2005: Der Wachsblumenstrauß (After the Funeral)
- 2009: Mitten im Sturm (Within the Whirlwind)
- 2011: Die Vertraute des Mörders (Appropriate Adult, Miniserie, 2 Folgen)
- 2012: Sightseers
- 2013: Der Anwalt des Teufels (The Escape Artist, Dreiteiler)
- 2013: Kick-Ass 2
- 2014: Pride
- 2014: The Falling
- 2015: Eye in the Sky
- 2015: Ein plötzlicher Todesfall (The Casual Vacancy, Dreiteiler)
- 2016: Zeugin der Anklage (The Witness for the Prosecution)
- 2018: A Very English Scandal (Fernsehserie, 2 Folgen)
- 2019: Official Secrets
- 2019: Rialto
- 2019: Mein etwas anderer Florida Sommer (Days of the Bagnold Summer)
- 2019: Black Mirror (Fernsehserie, Folge Smithereens)
- 2021: Die Ausgrabung (The Dig)
- 2021: Cyrano
- 2022: Typist Artist Pirate King
- 2022: Empire of Light
- 2023: Black Mirror (Fernsehserie, Folge Loch Henry)
- 2024: Unschuldig – Mr. Bates gegen die Post (Mr Bates vs the Post Office, Miniserie)